# مرض سيزاري
مرض سيزاري (و يسمى غالباً متلازمة سيزاري هو نوع من اللمفوما الجلدية كان أول من وصفه ألبيرت سيزاري. إن الخلايا المُصابة هي الخلايا تي التي يكون لديها كميّات مرضيّة من عديدات السكريد المخاطية. ويتم أحياناً اعتبار مرض سيزاري على أنه مرحلة متأخرة من الفُطار الفُطراني مع اعتلال عُقدي لِمفي أو المعروف ب تضخم العُقد اللمفية. ولا توجد حالياً أسباب معروفة للإصابة بمرض سيزاري.

## العلامات والأعراض
إن متلازمة سيزاري والفُطار الفُطراني هما أورام ليمفاوية تيئية الخلية التي يكون مظهرها الخارجي الرئيسي في الجلد. ويكون منشأ المرض هو خلية لمفاوية تيئية من مجموعة تمايز 4 بلس مُحيطيّة CD4+ T-lymphocyte على الرغم من ندرة ملاحظة حالات مرضية لمجموعة تمايز 8 بلس أو مجموعة تمايز 4 ماينس CD8+/CD4- .
ويُعتبر تحوّل البشرة عن طريق خلايا ليمفاوية من مجموعة تمايز 4 بلس ورمية مع تشكّل خُراجات بوترير Pautrier صُغرى هي العلامة المميزة لهذا المرض. إن الأعراض السائدة للمرض هي:
1. احمرار الجلد العام
2. اعتلال أو تضخم العقد الليمفيّة
3. خلايا تائية شاذة ("خلايا سيزاري") في الدم المُحيطي
4. ضخامة الكبد والطحال

## التشخيص
غالباً ما يظهر لدى المرضى المصابون بمرض سيزاري آفات جلدية لا تستجيب للعلاجات العادية. وعامة يكشف فحص للدم عن أي تغيّر في مستويات الخلايا الليمفاوية في الدم، الذي يرتبط غالباً بورم ليمفاوي في خلية تيئية جلديّة. وأخيراً، يُمكن إجراء خزعة من آفات جلديّة وذلك لاستبعاد أية أسباب أخرى للمرض.

## العلاج
يُعد دواء فورينوستات Vorinostat
(زولينزا Zolinza) دواء من الدرجة الثانية للعلاج الورم الليمفاوي للخلية تي الجلديّة. وتُستعمل العلاجات غالباً بالاشتراك مع العلاج بالضوء والعلاج الكيميائي. ولم يكشف أي من أنواع العلاج بمفرده عن فوائد جليّة بالمقارنة مع العلاجات الأخرى، لذا يبقى علاج جميع الحالات أمراً صعباً.

## علم الأوبئة
يُعتبر الفُطار الفُطْراني الشكل الأكثر شيوعاً للورم الليمفاوي للخلية تي الجلدية. وفي سكان الغرب، يوجد حوالي 0,3 حالات من متلازمة سيزاري في كل 100,000 شخص. ويظهر مرض سيزاري شائعاً أكثر في الذكور بنسبة 2:1، والعمر الأساسي للتشخيص هو ما بين 55 وَ 60 سنة. والمرضى المصابون بمرض سيزاري يكون متوسط بقائهم على قيد الحياة 5 سنوات.

## روابط خارجية
http://www.wadsworth.org/chemheme/heme/glass/slide_015_sezary.htm نسخة محفوظة 23 يونيو 2011 على موقع واي باك مشين.
Illustration of Sezary cells
- Biography of Sezary (in French)
- Sezary Syndrome lymphoma information
- Doctor's doctor
- Cutaneous Lymphoma Foundation
- Clinical Trial for Sezary Syndrome